# Epic Day
Epic Day è il diciannovesimo album in studio del gruppo rock giapponese B'z, pubblicato nel 2015.

## Tracce
1. Las Vegas – 4:05
2. Uchōten (有頂天) – 4:03
3. Exit to the Sun – 4:55
4. No Excuse – 4:03
5. Amarinimo (アマリニモ) – 4:30
6. Epic Day – 4:46
7. Classmate – 4:30
8. Black Coffee – 3:43
9. Kimi wo Kinishinai Hi Nado (君を気にしない日など) – 4:31
10. Man of the Match – 4:13

## Formazione
- Koshi Inaba
- Takahiro Matsumoto